# Points histoire
Points histoire est une collection des éditions du Seuil. Créée en 1971 par Michel Winock, elle regroupe des ouvrages historiques relativement courts qui permettent de faire la synthèse sur des périodes de l'Histoire. Destinée en priorité aux étudiants, cette collection a permis la publication de plus de 550 ouvrages, dont de nouveaux « classiques » historiques, comme l’Histoire de France de Jacques Le Goff, Jean Carpentier et François Lebrun, tenu par Jean Peyrot de la revue Historiens et Géographes comme « la référence fondamentale et indispensable. »